# 誰だって波瀾爆笑
『誰だって波瀾爆笑』（だれだってはらんばくしょう、英字表記:EVERYBODY Haran Bakushow）は、2008年10月5日から2020年3月29日まで日本テレビ系列で、日曜 9:55 - 11:25（JST）に放送されていたトークバラエティ番組である。

## 概要
1992年3月22日から16年間放送された前番組『いつみても波瀾万丈』をリニューアルし、トークを交えながらゲストの魅力と人生を爆笑を交えながら紹介するというもの。メイン司会を堀尾正明が務める。
スタジオパート（ゲストの半生を履歴書形式で振り返る「波瀾履歴ショー」、ゲストが白飯に合うおかずを紹介し試食する「これさえあれば何杯でもいける」）と、ゲストの仕事やプライベートに密着ロケを行う二部構成で、前番組とは異なりスタジオに観客を集め公開収録で行われる。頻繁に10%以上視聴率を取るなど日曜午前の番組の中では高い視聴率を獲得していたが、番組末期は同時間帯の競合番組『サンデー・ジャポン』（TBSテレビ）や『ワイドナショー』（フジテレビ）に視聴率で敗北することが多かった。
年末年始や『東京マラソン中継』（毎年3月（2018年までは2月に開催）、フジテレビと隔年で中継）、『24時間テレビ 「愛は地球を救う」』（毎年8月下旬）放送時は休止する。
2010年10月31日からタイトルロゴが一新し、堀尾をはじめ司会者3人の似顔絵が加わった。
2011年4月から放送時間が90分へと拡大し、放送枠も移動となった。
2011年10月2日からアニメ『HUNTER×HUNTER』が10:55 - 11:25に放送されることになったため、放送時間が9:55 - 10:55に短縮されることになった。このため前番組『波瀾万丈』の時間枠に戻った。
同年10月9日から編成上の音声がステレオに変更されたが、BGM・効果音含めモノラル音源で収録されている現状は変わっていない。
2016年10月2日から9:55 - 11:25に再度枠拡大された。
しかし、前述した視聴率の低迷により2020年3月29日を以って終了した。同時にこれを持って、『いつみても平平凡凡』、『いつみても波瀾万丈』以来29年間続いたトーク番組シリーズは幕を閉じることとなった。同年4月5日からは、それまで日曜午後に放送されていたバラエティ番組『ニノさん』が本番組の後継番組扱いで枠移動した ほか、前座番組『シューイチ』が30分拡大して7:30 - 10:25の約3時間の大型生放送番組となった。

## 出演者

### 放送終了時
- 堀尾正明 - MC
- 溝端淳平 - MC
- 岡田結実（2016年10月2日 - ） - MC [2]
- 小峠英二（バイきんぐ、2016年10月2日 - ） - 「波瀾履歴ショー」進行役[注 4]
- 平子祐希（アルコ&ピース、2016年10月9日 - ） - 「波瀾履歴ショー」進行役

（※小峠と平子は隔週出演）

### 過去
- 関根麻里 - MC（2015年10月18日放送分まで[3]。ナビゲーターとして2016年10月2日より出演していた [2]）
- 小林麻耶（関根の産休代理。2015年10月25日放送分から出演[3]。ただし2016年6月以降、体調不良のため出演を見合わせ[4]、6月19日放送分から日本テレビアナウンサーが交代で代理出演のあと降板）
- マッキー牧元 - 「究極の食べ方グルメ」

### マスコット犬
- ハランちゃん（放送開始 - 2010年10月24日まで出演、100回目出演以降産休入り[5]。以降、番組出演せず。）

## コーナー
波瀾履歴ショー
- ゲストのこれまでの半生を履歴書形式の巨大ボードで見ていく内容。進行役の小峠・平子がボードに記載されたゲストの経歴について触れていき、出演者たちとトークを交えていく。この「履歴書ボード」は市販の履歴書に準じているが、右側はゲストの幼少期や学生時代の写真が掲示されている。

これさえあれば何杯でもいける
- ゲストが、白飯に合う食べ物を紹介する。米米CLUBの楽曲（KOME KOME WAR、君がいるだけでなど）がBGMとして流される。

## スタッフ
- ナレーター：真地勇志
- 構成：小野高義、石塚祐介、大谷裕一、平出尚人
- TM：渡邊勇二
- SW：西阪康史（以前はCAM）、渡辺滋雄（週替り）
- CAM：横田将宏、加美山稔、橋本圭祐（週替り）
- 照明：池長正宏
- 音声：木本文子、白水英国（週替り）
- VE：飯島友美
- 美術：栗原和也
- 美術デザイン：大住啓介
- TK：立石聖美
- 編集：坪野洋季
- MA：長谷川真哉
- 音効：岡沢秀二
- 協力：東京オフラインセンター
- ロケ技術：池田屋、ヌーベルバーグ、プレゼンス・クルー
- リサーチ：高森雄幸
- アーカイブ：大塚祐輝、細田雄也（週替り）
- AD：柳下明大、辻川稜、中野翔太、篠原彩夏、増田大地、村上望、加藤佳苗、鈴木康裕、久保田恵菜、井上昴、高木智也、久多良木千聡、亀谷優佳、大谷稔貴、能元春香（週替り）
- AP：上岡恵莉華、長谷川侑里、安原繭子、本間愛海（本間→以前はAD）、原田貴子、内海阿や（週替り）
- 制作進行：東野真有
- デスク：田尻明日香
- ディレクター：高野勝矢、西岡伊吹、本河隆志、中野テツジロ、山際梨紗、渡邊麻子、樋口明日香、成田真司、日野力、垣見麻里子、植村快、浅井裕太郎、藤原亜矢、島田豊、萩原博喜、真栄里雄飛（樋口・植村・藤原・真栄里→共に以前はAD）、蛯原俊行、日比野大輔（週替り）
- プロデューサー：大友有一（2018年6月3日 - ）、芦澤英祐（芦澤→以前は演出）、佐藤三羽一、金沢紀子、鈴木美江子、橋口洋之（橋口→以前は演出）（毎週）、宮本哲也（宮本→一時離脱►復帰）、川島道子（川島→以前はAP、一時離脱►復帰）、佐々木誠（週替り）
- 制作協力：ホリプロ、極東電視台、THE WORKS
- 演出：福田龍（以前はディレクター）
- チーフプロデューサー：関健一（2019年6月2日 - ）
- 製作著作：日本テレビ

### 歴代のスタッフ
- ナレーター：伊藤遼（日本テレビアナウンサー、2018年12月 - ）
- 構成：都築浩、町山広美、鮫肌文殊、内堀隆史、久保貴義、吉川泰生
- TM：江村多加司、坂東秀明
- SW：三井隆裕、村上和正、津野祐一、村松明
- CAM：須川真也、日向野崇、岡田勇輝、中村佳央、秋元辰也
- 照明：井口弘一郎、星勇次
- 音声：山口直樹、村瀬脩一
- VE：矢田部昭、山口孝志、古手川大、石山実、吉﨑慶、鈴木昭博
- 美術：牧野沙和
- 美術デザイン：波多野真理、柳谷雅美
- TK：恩田明子
- 編集：川口達也
- MA：植木俊彦
- 協力：麻布プラザ
- リサーチ：フォーミュレーション、鈴木麻予、村上和広、近藤奏大、中原祐、秋田美月
- 権利情報：北川めぐみ（以前はライツマネージャー）
- アーカイブ：巻田和宏、引田裕人、稲葉真丈、白井正浩、山岸康平、島添佳和、松坂直樹、新名宗彰、織田祐也（週替り）
- 編成：中村圭吾、鈴木淳一、鬼頭直孝、横田崇、久保真一郎
- 広報：松榮大
- ライツマネージャー：塚田幸子、本多初珠
- デスク：府川麻衣子
- AD：松林友望子、金甲敏、真壁瞬、太田みどり、志和幸奈、荒木志宣、片山恵介、内田博樹、小川香織、岩﨑由佳、内藤恵子、中村文、杉山大悟、佐々木あやめ、菅原綾子、小川展弘、永井星香、林航平（林→以前はAP）、吉田豊、曽部智弘
- AP：笹部智大、内藤三保子、白砂晃、小川典子、久田光彦、加藤正和、安田奈央、伊庭野はるか、大屋万梨子（大屋→一時離脱►復帰）、川上庸、徳武真人（徳武→以前はディレクター）、樫本有美、豊田由佳梨（樫本・豊田→共に以前はAD）、福田由香理、細川恵里、川原布友美、高村幸恵、國澤智子
- ディレクター：竹山耕太郎、貞松秀樹、小林圭子、鳥羽浩平、平山建司(二)、寺尾康佑、高戸大悟、橋田裕元、安田太地、永井純平、西野昇三、川島佳子
- 演出：大澤宏一郎、大熊義紹、渡辺政次
- 総合演出：栗原甚
- プロデューサー：及川千津、瓜生健、斎藤政憲（斎藤→以前は演出兼務）、堀金澄彦（堀金→2016年6月5日 - 2018年5月27日・6月10日）、菊池順子、中島千恵理、日向野明、畑野浩二（畑野→一時離脱►復帰）、小黒みやこ、国部有紀
- 統轄プロデューサー：南波昌人（2018年6月3日 - 2019年5月26日）、中谷聡（2019年6月2日のみ）
- ラインプロデューサー：鈴木雅人（2012年6月3日 - 8月26日、以前はチーフプロデューサー）
- チーフプロデューサー：大野彰作[注 6]→森實陽三[注 7]→鈴木雅人→菅賢治→藤井淳[注 8]→森實陽三→伊東修[注 9]

## ネット局

### 55分時代（放送開始 - 2011年3月27日）
| 放送対象地域  | 放送局                    | 系列                          | 放送日時           | 遅れ          | 放送形式           | 脚注      |
| ------------- | ------------------------- | ----------------------------- | ------------------ | ------------- | ------------------ | --------- |
| 関東広域圏    | 日本テレビ（NTV）         | 日本テレビ系列                | 日曜 9:30 - 10:25  | 制作局        | スポンサードネット |           |
| 北海道        | 札幌テレビ（STV）         | 日本テレビ系列                | 日曜 9:30 - 10:25  | 同時ネット    | スポンサードネット |           |
| 青森県        | 青森放送（RAB）           | 日本テレビ系列                | 日曜 9:30 - 10:25  | 同時ネット    | スポンサードネット |           |
| 岩手県        | テレビ岩手（TVI）         | 日本テレビ系列                | 日曜 9:30 - 10:25  | 同時ネット    | スポンサードネット |           |
| 宮城県        | ミヤギテレビ（MMT）       | 日本テレビ系列                | 日曜 9:30 - 10:25  | 同時ネット    | スポンサードネット |           |
| 秋田県        | 秋田放送（ABS）           | 日本テレビ系列                | 日曜 9:30 - 10:25  | 同時ネット    | スポンサードネット |           |
| 山形県        | 山形放送（YBC）           | 日本テレビ系列                | 日曜 9:30 - 10:25  | 同時ネット    | スポンサードネット |           |
| 福島県        | 福島中央テレビ（FCT）     | 日本テレビ系列                | 日曜 9:30 - 10:25  | 同時ネット    | スポンサードネット |           |
| 山梨県        | 山梨放送（YBS）           | 日本テレビ系列                | 日曜 9:30 - 10:25  | 同時ネット    | スポンサードネット |           |
| 新潟県        | テレビ新潟（TeNY）        | 日本テレビ系列                | 日曜 9:30 - 10:25  | 同時ネット    | スポンサードネット |           |
| 長野県        | テレビ信州（TSB）         | 日本テレビ系列                | 日曜 9:30 - 10:25  | 同時ネット    | スポンサードネット |           |
| 静岡県        | 静岡第一テレビ（SDT）     | 日本テレビ系列                | 日曜 9:30 - 10:25  | 同時ネット    | スポンサードネット |           |
| 富山県        | 北日本放送（KNB）         | 日本テレビ系列                | 日曜 9:30 - 10:25  | 同時ネット    | スポンサードネット |           |
| 石川県        | テレビ金沢（KTK）         | 日本テレビ系列                | 日曜 9:30 - 10:25  | 同時ネット    | スポンサードネット |           |
| 中京広域圏    | 中京テレビ（CTV）         | 日本テレビ系列                | 日曜 9:30 - 10:25  | 同時ネット    | スポンサードネット |           |
| 近畿広域圏    | 読売テレビ（ytv）         | 日本テレビ系列                | 日曜 9:30 - 10:25  | 同時ネット    | スポンサードネット |           |
| 鳥取県 島根県 | 日本海テレビ（NKT）       | 日本テレビ系列                | 日曜 9:30 - 10:25  | 同時ネット    | スポンサードネット |           |
| 広島県        | 広島テレビ（HTV）         | 日本テレビ系列                | 日曜 9:30 - 10:25  | 同時ネット    | スポンサードネット |           |
| 山口県        | 山口放送（KRY）           | 日本テレビ系列                | 日曜 9:30 - 10:25  | 同時ネット    | スポンサードネット |           |
| 徳島県        | 四国放送（JRT）           | 日本テレビ系列                | 日曜 9:30 - 10:25  | 同時ネット    | スポンサードネット |           |
| 香川県 岡山県 | 西日本放送（RNC）         | 日本テレビ系列                | 日曜 9:30 - 10:25  | 同時ネット    | スポンサードネット |           |
| 愛媛県        | 南海放送（RNB）           | 日本テレビ系列                | 日曜 9:30 - 10:25  | 同時ネット    | スポンサードネット | [ 注 10 ] |
| 高知県        | 高知放送（RKC）           | 日本テレビ系列                | 日曜 9:30 - 10:25  | 同時ネット    | スポンサードネット |           |
| 福岡県        | 福岡放送（FBS）           | 日本テレビ系列                | 日曜 9:30 - 10:25  | 同時ネット    | スポンサードネット |           |
| 長崎県        | 長崎国際テレビ（NIB）     | 日本テレビ系列                | 日曜 9:30 - 10:25  | 同時ネット    | スポンサードネット |           |
| 熊本県        | くまもと県民テレビ（KKT） | 日本テレビ系列                | 日曜 9:30 - 10:25  | 同時ネット    | スポンサードネット |           |
| 鹿児島県      | 鹿児島読売テレビ（KYT）   | 日本テレビ系列                | 日曜 9:30 - 10:25  | 同時ネット    | スポンサードネット |           |
| 沖縄県        | 沖縄テレビ（OTV）         | フジテレビ系列                | 日曜 12:00 - 12:55 | 2時間30分遅れ | スポンサードネット |           |
| 福井県        | 福井放送（FBC）           | 日本テレビ系列 テレビ朝日系列 | 日曜 9:30 - 10:25  | 遅れネット    | 番組販売扱い       | [ 注 11 ] |
| 大分県        | テレビ大分（TOS）         | 日本テレビ系列 フジテレビ系列 | 月曜 14:05 - 14:59 | 遅れネット    | 番組販売扱い       | [ 注 12 ] |

### 90分時代【第1期】（2011年4月3日 - 2011年9月25日）
- 2011年4月3日からは、前番組『世界まる見え!DX特別版』『東野・岡村の旅猿 プライベートでごめんなさい…』と同様に、全編ローカルセールス枠となるため、日本テレビ以外の通常時同時ネット局でも、臨時に遅れネットもしくは非ネットとすることがあった。

| 放送対象地域  | 放送局                    | 系列                          | 放送日時           | 遅れ       | 脚注   |
| ------------- | ------------------------- | ----------------------------- | ------------------ | ---------- | ------ |
| 関東広域圏    | 日本テレビ（NTV）         | 日本テレビ系列                | 日曜 9:55 - 11:25  | 制作局     | 制作局 |
| 青森県        | 青森放送（RAB）           | 日本テレビ系列                | 日曜 9:55 - 11:25  | 同時ネット |        |
| 岩手県        | テレビ岩手（TVI）         | 日本テレビ系列                | 日曜 9:55 - 11:25  | 同時ネット |        |
| 宮城県        | ミヤギテレビ（MMT）       | 日本テレビ系列                | 日曜 9:55 - 11:25  | 同時ネット |        |
| 秋田県        | 秋田放送（ABS）           | 日本テレビ系列                | 日曜 9:55 - 11:25  | 同時ネット |        |
| 山形県        | 山形放送（YBC）           | 日本テレビ系列                | 日曜 9:55 - 11:25  | 同時ネット |        |
| 福島県        | 福島中央テレビ（FCT）     | 日本テレビ系列                | 日曜 9:55 - 11:25  | 同時ネット |        |
| 山梨県        | 山梨放送（YBS）           | 日本テレビ系列                | 日曜 9:55 - 11:25  | 同時ネット |        |
| 新潟県        | テレビ新潟（TeNY）        | 日本テレビ系列                | 日曜 9:55 - 11:25  | 同時ネット |        |
| 長野県        | テレビ信州（TSB）         | 日本テレビ系列                | 日曜 9:55 - 11:25  | 同時ネット |        |
| 静岡県        | 静岡第一テレビ（SDT）     | 日本テレビ系列                | 日曜 9:55 - 11:25  | 同時ネット |        |
| 富山県        | 北日本放送（KNB）         | 日本テレビ系列                | 日曜 9:55 - 11:25  | 同時ネット |        |
| 石川県        | テレビ金沢（KTK）         | 日本テレビ系列                | 日曜 9:55 - 11:25  | 同時ネット |        |
| 福井県        | 福井放送（FBC）           | 日本テレビ系列 テレビ朝日系列 | 日曜 9:55 - 11:25  | 同時ネット |        |
| 中京広域圏    | 中京テレビ（CTV）         | 日本テレビ系列                | 日曜 9:55 - 11:25  | 同時ネット |        |
| 広島県        | 広島テレビ（HTV）         | 日本テレビ系列                | 日曜 9:55 - 11:25  | 同時ネット |        |
| 山口県        | 山口放送（KRY）           | 日本テレビ系列                | 日曜 9:55 - 11:25  | 同時ネット |        |
| 香川県 岡山県 | 西日本放送（RNC）         | 日本テレビ系列                | 日曜 9:55 - 11:25  | 同時ネット |        |
| 愛媛県        | 南海放送（RNB）           | 日本テレビ系列                | 日曜 9:55 - 11:25  | 同時ネット |        |
| 福岡県        | 福岡放送（FBS）           | 日本テレビ系列                | 日曜 9:55 - 11:25  | 同時ネット |        |
| 長崎県        | 長崎国際テレビ（NIB）     | 日本テレビ系列                | 日曜 9:55 - 11:25  | 同時ネット |        |
| 熊本県        | くまもと県民テレビ（KKT） | 日本テレビ系列                | 日曜 9:55 - 11:25  | 同時ネット |        |
| 鹿児島県      | 鹿児島読売テレビ（KYT）   | 日本テレビ系列                | 日曜 9:55 - 11:25  | 同時ネット |        |
| 近畿広域圏    | 読売テレビ（ytv）         | 日本テレビ系列                | 土曜 12:54 - 14:24 | 遅れネット |        |
| 過去          |                           |                               |                    |            |        |
| 鳥取県 島根県 | 日本海テレビ（NKT）       | 日本テレビ系列                | 日曜 12:00 - 13:30 | 遅れネット |        |

### 60分時代（2011年10月2日 - 2016年9月25日）
| 放送対象地域  | 放送局                    | 系列                          | 放送日時           | 遅れ       | 脚注      |
| ------------- | ------------------------- | ----------------------------- | ------------------ | ---------- | --------- |
| 関東広域圏    | 日本テレビ（NTV）         | 日本テレビ系列                | 日曜 9:55 - 10:55  | 制作局     | 制作局    |
| 北海道        | 札幌テレビ（STV）         | 日本テレビ系列                | 日曜 9:55 - 10:55  | 同時ネット | [ 注 13 ] |
| 青森県        | 青森放送（RAB）           | 日本テレビ系列                | 日曜 9:55 - 10:55  | 同時ネット |           |
| 岩手県        | テレビ岩手（TVI）         | 日本テレビ系列                | 日曜 9:55 - 10:55  | 同時ネット |           |
| 宮城県        | ミヤギテレビ（MMT）       | 日本テレビ系列                | 日曜 9:55 - 10:55  | 同時ネット |           |
| 秋田県        | 秋田放送（ABS）           | 日本テレビ系列                | 日曜 9:55 - 10:55  | 同時ネット | [ 注 14 ] |
| 山形県        | 山形放送（YBC）           | 日本テレビ系列                | 日曜 9:55 - 10:55  | 同時ネット |           |
| 福島県        | 福島中央テレビ（FCT）     | 日本テレビ系列                | 日曜 9:55 - 10:55  | 同時ネット |           |
| 山梨県        | 山梨放送（YBS）           | 日本テレビ系列                | 日曜 9:55 - 10:55  | 同時ネット | [ 注 15 ] |
| 長野県        | テレビ信州（TSB）         | 日本テレビ系列                | 日曜 9:55 - 10:55  | 同時ネット |           |
| 新潟県        | テレビ新潟（TeNY）        | 日本テレビ系列                | 日曜 9:55 - 10:55  | 同時ネット |           |
| 静岡県        | 静岡第一テレビ（SDT）     | 日本テレビ系列                | 日曜 9:55 - 10:55  | 同時ネット |           |
| 石川県        | テレビ金沢（KTK）         | 日本テレビ系列                | 日曜 9:55 - 10:55  | 同時ネット |           |
| 福井県        | 福井放送（FBC）           | 日本テレビ系列 テレビ朝日系列 | 日曜 9:55 - 10:55  | 同時ネット |           |
| 鳥取県 島根県 | 日本海テレビ（NKT）       | 日本テレビ系列                | 日曜 9:55 - 10:55  | 同時ネット | [ 注 16 ] |
| 広島県        | 広島テレビ（HTV）         | 日本テレビ系列                | 日曜 9:55 - 10:55  | 同時ネット |           |
| 山口県        | 山口放送（KRY）           | 日本テレビ系列                | 日曜 9:55 - 10:55  | 同時ネット |           |
| 香川県 岡山県 | 西日本放送（RNC）         | 日本テレビ系列                | 日曜 9:55 - 10:55  | 同時ネット |           |
| 愛媛県        | 南海放送（RNB）           | 日本テレビ系列                | 日曜 9:55 - 10:55  | 同時ネット | [ 注 17 ] |
| 福岡県        | 福岡放送（FBS）           | 日本テレビ系列                | 日曜 9:55 - 10:55  | 同時ネット |           |
| 長崎県        | 長崎国際テレビ（NIB）     | 日本テレビ系列                | 日曜 9:55 - 10:55  | 同時ネット |           |
| 熊本県        | くまもと県民テレビ（KKT） | 日本テレビ系列                | 日曜 9:55 - 10:55  | 同時ネット |           |
| 鹿児島県      | 鹿児島読売テレビ（KYT）   | 日本テレビ系列                | 日曜 9:55 - 10:55  | 同時ネット |           |
| 富山県        | 北日本放送（KNB）         | 日本テレビ系列                | 日曜 15:55 - 16:55 | 遅れネット | [ 注 18 ] |
| 大分県        | テレビ大分（TOS）         | 日本テレビ系列 フジテレビ系列 | 火曜 15:50 - 16:50 | 遅れネット | [ 注 19 ] |
| 過去          |                           |                               |                    |            |           |
| 宮崎県        | 宮崎放送（MRT）           | TBS系列                       | 土曜 16:00 - 17:00 | 遅れネット | [ 注 20 ] |
| 近畿広域圏    | 読売テレビ（ytv）         | 日本テレビ系列                | 不定期放送         | 不定期放送 | [ 注 21 ] |
| 徳島県        | 四国放送（JRT）           | 日本テレビ系列                | 不定期放送         | 不定期放送 | [ 注 22 ] |
| 中京広域圏    | 中京テレビ（CTV）         | 日本テレビ系列                | 不定期放送         | 不定期放送 | [ 注 23 ] |

### 90分時代【第2期】（2016年10月2日 - 放送終了）
| 放送対象地域  | 放送局                    | 系列                          | 放送日時           | 遅れ       | 脚注      |
| ------------- | ------------------------- | ----------------------------- | ------------------ | ---------- | --------- |
| 関東広域圏    | 日本テレビ（NTV）         | 日本テレビ系列                | 日曜 9:55 - 11:25  | 制作局     | 制作局    |
| 北海道        | 札幌テレビ（STV）         | 日本テレビ系列                | 日曜 9:55 - 11:25  | 同時ネット |           |
| 青森県        | 青森放送（RAB）           | 日本テレビ系列                | 日曜 9:55 - 11:25  | 同時ネット |           |
| 岩手県        | テレビ岩手（TVI）         | 日本テレビ系列                | 日曜 9:55 - 11:25  | 同時ネット |           |
| 宮城県        | ミヤギテレビ（MMT）       | 日本テレビ系列                | 日曜 9:55 - 11:25  | 同時ネット |           |
| 秋田県        | 秋田放送（ABS）           | 日本テレビ系列                | 日曜 9:55 - 11:25  | 同時ネット |           |
| 山形県        | 山形放送（YBC）           | 日本テレビ系列                | 日曜 9:55 - 11:25  | 同時ネット |           |
| 福島県        | 福島中央テレビ（FCT）     | 日本テレビ系列                | 日曜 9:55 - 11:25  | 同時ネット |           |
| 山梨県        | 山梨放送（YBS）           | 日本テレビ系列                | 日曜 9:55 - 11:25  | 同時ネット |           |
| 長野県        | テレビ信州（TSB）         | 日本テレビ系列                | 日曜 9:55 - 11:25  | 同時ネット |           |
| 新潟県        | テレビ新潟（TeNY）        | 日本テレビ系列                | 日曜 9:55 - 11:25  | 同時ネット |           |
| 静岡県        | 静岡第一テレビ（SDT）     | 日本テレビ系列                | 日曜 9:55 - 11:25  | 同時ネット |           |
| 石川県        | テレビ金沢（KTK）         | 日本テレビ系列                | 日曜 9:55 - 11:25  | 同時ネット |           |
| 福井県        | 福井放送（FBC）           | 日本テレビ系列 テレビ朝日系列 | 日曜 9:55 - 11:25  | 同時ネット |           |
| 鳥取県 島根県 | 日本海テレビ（NKT）       | 日本テレビ系列                | 日曜 9:55 - 11:25  | 同時ネット | [ 注 24 ] |
| 愛媛県        | 南海放送（RNB）           | 日本テレビ系列                | 日曜 9:55 - 11:25  | 同時ネット | [ 注 17 ] |
| 福岡県        | 福岡放送（FBS）           | 日本テレビ系列                | 日曜 9:55 - 11:25  | 同時ネット |           |
| 長崎県        | 長崎国際テレビ（NIB）     | 日本テレビ系列                | 日曜 9:55 - 11:25  | 同時ネット |           |
| 熊本県        | くまもと県民テレビ（KKT） | 日本テレビ系列                | 日曜 9:55 - 11:25  | 同時ネット |           |
| 鹿児島県      | 鹿児島読売テレビ（KYT）   | 日本テレビ系列                | 日曜 9:55 - 11:25  | 同時ネット |           |
| 山口県        | 山口放送（KRY）           | 日本テレビ系列                | 土曜 13:00 - 14:30 | 遅れネット | [ 注 25 ] |
| 香川県 岡山県 | 西日本放送（RNC）         | 日本テレビ系列                | 日曜 11:55 - 13:25 | 遅れネット | [ 注 26 ] |
| 近畿広域圏    | 読売テレビ （ytv）        | 日本テレビ系列                | 不定期放送         | 不定期放送 | [ 注 27 ] |

過去のネット局
- 北日本放送（KNB）[注 28]
- 中京テレビ（CTV）[注 29]
- 広島テレビ（HTV）[注 30]

### 放送時間の変遷
| 期間       | 期間       | 放送時間（JST）              |
| ---------- | ---------- | ---------------------------- |
| 2008.10.05 | 2011.03.27 | 日曜日 09:30 - 10:25（55分） |
| 2011.04.03 | 2011.09.25 | 日曜日 09:55 - 11:25（90分） |
| 2011.10.02 | 2016.09.25 | 日曜日 09:55 - 10:55（60分） |
| 2016.10.02 | 2020.03.29 | 日曜日 09:55 - 11:25（90分） |